# Willem Van den Berghe

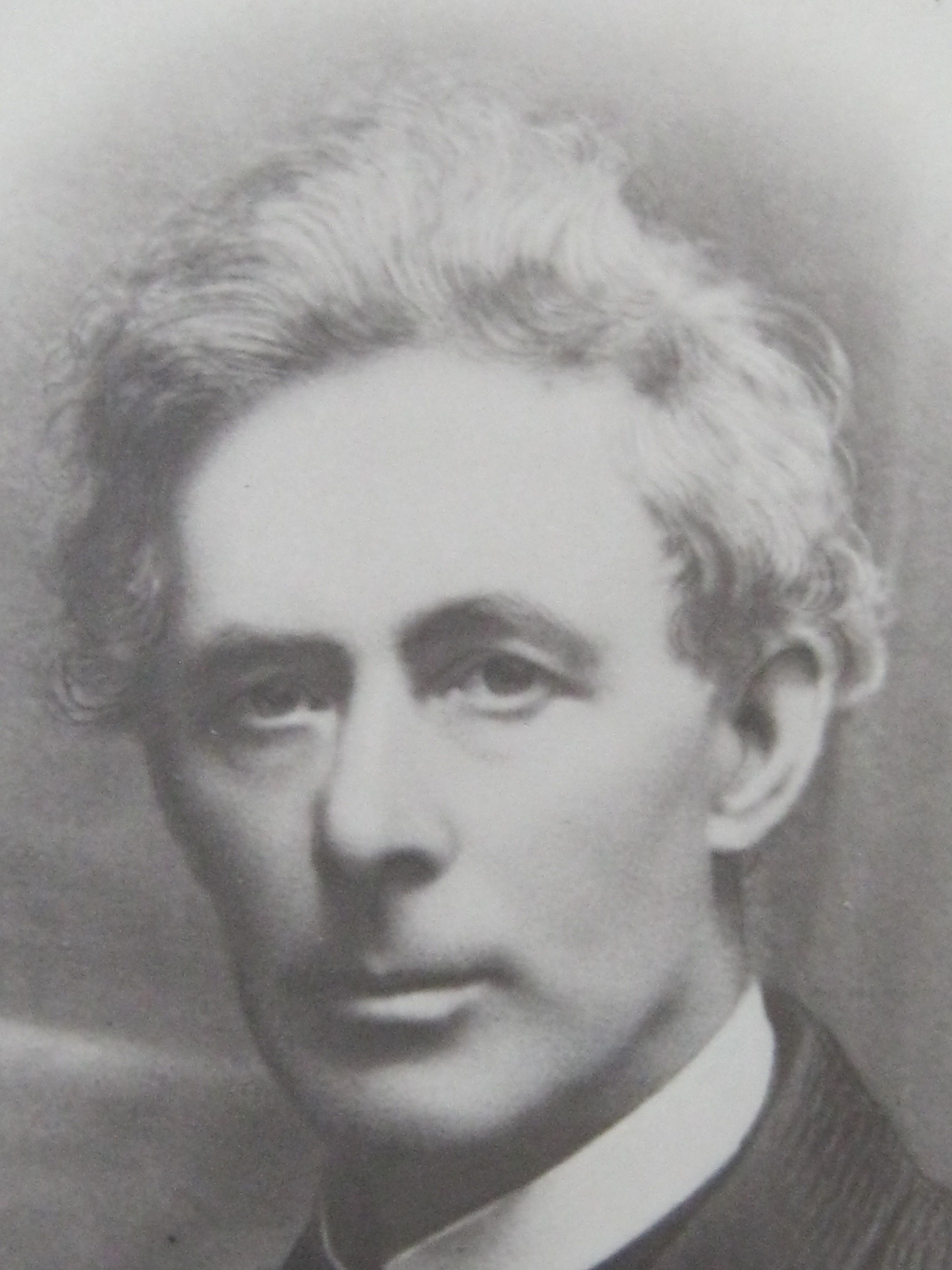
Willem Van den Berghe

Willem Van den Berghe (1858-1928) is een prominent lid van de Belgisch-Duitse foor- en circusfamilie Van den Berghe, waaruit het hedendaagse Circus Ronaldo stamt. 
Van den Berghe groeide op in het rondreizend variététheater van vader Adolf-Peter Van den Berghe en moeder Maria Cronenberg. In dit gezelschap leerde hij niet alleen acteren maar ook decors schilderen, kostuums maken, toneelwapens smeden en optische trucs bedenken. Toen zijn vader op 53-jarige leeftijd overleed, nam Willem een leidende rol op in het 'Theater van Weduwe en Kinderen Van den Berghe’, dat in 1898 naar hem werd genoemd en in 1912 tot Vlaamsch Tooneel werd herdoopt. In de zomer van 1914, bij het uitbreken van de Eerste Wereldoorlog, strandde het ensemble in Maldegem, waar het tot 1918 gestationeerd zou blijven.
Van den Berghe monteerde populaire werken in zijn barak, hetzij binnen de traditie van het stichtelijke, katholieke theater (bv. Genoveva van Brabant, De kruisiging van Christus of de veertien statiën, Het teeken des kruises), hetzij binnen die van het gezinsvriendelijke spektakeltheater (bv. De reis rond de wereld in 80 dagen, De twee weezen, Sherlock Holmes). De aandacht die hij aan de mise-en-scène besteedde, maakten Van den Berghes theater tot een geliefde gast in Vlaamse steden en dorpen. André De Poorter schrijft: "Willem was veelzijdig maar ook veeleisend; hij streefde naar perfektie en zou niet geduld hebben dat waar ze kwamen de mensen zouden gezegd hebben “Cirk Van den Berghe is daar”. Dat was ook de reden waarom hij nooit op de kermissen stond met zijn toneelgroep; hij wilde immers niet vergeleken worden met een kermistheater." De populariteit van de bioscoopfilm maakte omstreeks 1927 een einde aan het Vlaamsch Tooneel Van den Berghe.

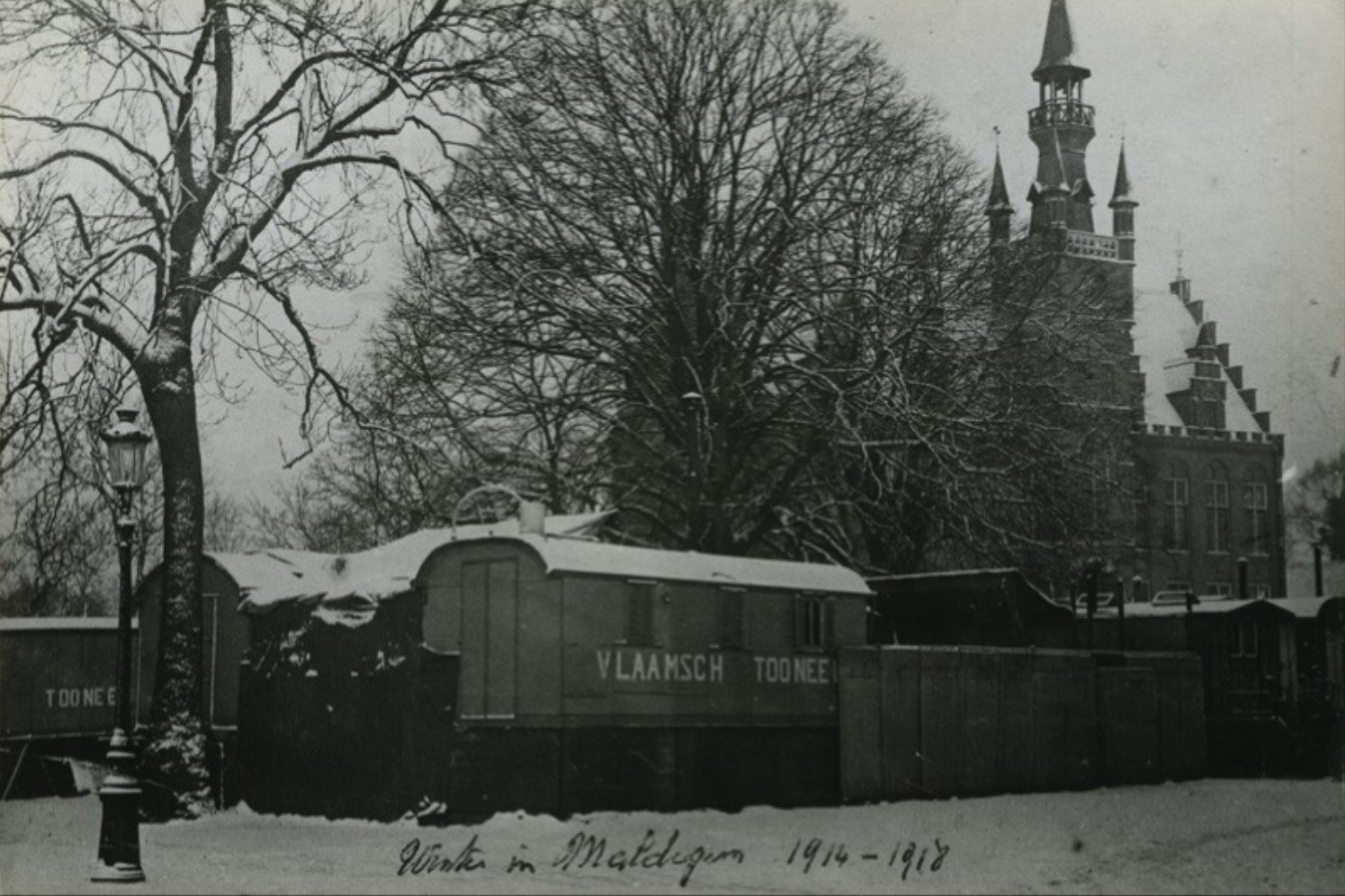
De barak en woonwagens van Willem Van den Berghes Vlaamsch Tooneel tijdens Wereldoorlog I

Echtgenote Antonetta Brems (1873-1953) schonk Willem Van den Berghe vier zonen en drie dochters, die net als zijn vrouw optraden in zijn ensemble. Zoon Adolf (1899-1973) heeft nog van 1929 tot 1933 rondgereisd met een foortheater. Richard (1895-1969) en Florent (1907-1992) zouden zich tevens tot goede decorschilders ontplooien, maar hun kost vooral verdienen als regisseurs en verhuurders van kostuums en decors.
Circus Ronaldo bezit nog authentieke decordoeken van Willem, zijn zonen Richard en Florent, en hun neef Jan. Tot op vandaag worden de doeken gebruikt in producties. In 2013-4 maakten zij het onderwerp uit van een intensieve inventarisatiecampagne opgezet door Het Firmament, landelijk expertisecentrum voor het cultureel erfgoed van de podiumkunsten in België.